# Ланс (округ)
Округ Ланс (фр. Arrondissement de Lens) — округ у Франції, в департаменті Па-де-Кале. 2023 року округ об'єднував 50 муніципалітетів, населення становило 369 133 особи.
Адміністративний центр (супрефектура) — Ланс.

## Муніципалітети
Список муніципалітетів округу та їхні коди INSEE:
1. Аблен-Сен-Назер (62001)
2. Авіон (62065)
3. Ангр (62032)
4. Анне (62033)
5. Арн (62413)
6. Ашевіль (62003)
7. Беніфонтен (62107)
8. Бії-Монтіньї (62133)
9. Буа-Бернар (62148)
10. Бувіньї-Буаєффль (62170)
11. Бюллі-ле-Мін (62186)
12. Ванден-ле-В'єй (62842)
13. Венгль (62895)
14. Вілле-о-Буа (62854)
15. Вімі (62861)
16. Грене (62386)
17. Гуї-Сервен (62380)
18. Дрокур (62277)
19. Дурж (62274)
20. Евен-Мальмезон (62321)
21. Екс-Нулетт (62019)
22. Еле-ді-Ловетт (62291)
23. Енен-Бомон (62427)
24. Естевель (62311)
25. Живанші-ан-Гоель (62371)
26. Карансі (62213)
27. Карвен (62215)
28. Куррієр (62250)
29. Курсель-ле-Лан (62249)
30. Ланс (62498)
31. Лефорес (62497)
32. Ліберкур (62907)
33. Лоос-ан-Гоель (62528)
34. Луазон-су-Лан (62523)
35. Льєвен (62510)
36. Мазенгарб (62563)
37. Мерикур (62570)
38. Мершен (62573)
39. Монтіньї-ан-Гоель (62587)
40. Нуаєль-Годо (62624)
41. Нуаєль-су-Лан (62628)
42. Понт-а-Ванден (62666)
43. Рувруа (62724)
44. Салломін (62771)
45. Сен-ан-Гоель (62737)
46. Сервен (62793)
47. Суше (62801)
48. Уані (62637)
49. Фук'єр-ле-Лан (62351)
50. Юллюш (62464)